# Treze Futebol Clube
El Treze Futebol Clube es un club de fútbol de la ciudad de Campina Grande en el estado de Paraíba en Brasil. Fue fundado el 7 de septiembre de 1925 por un grupo de trece personas, lideradas por Antônio Fernandes Bióca.
El primer equipo, el de 1925, estaba formado por José Rodolfo, José Casado, Alberto Santos, Zacarias Ribeiro "Cotó" and Plácido Veras "Guiné", Eurico, Zacarias do Ó, José Eloy, Olívio Barreto, Osmundo Lima y José de Castro.
Los clásicos rivales del Treze son el Campinense Clube y el Botafogo de João Pessoa, con los cuales se disputa el derecho de ser el equipo más popular dentro del estado de Paraíba.

## Entrenadores
- Leocir Dall'Astra (?–febrero de 2017)[8][9]
- Celso Teixeira (febrero de 2017–mayo de 2017)[9][10]
- Oliveira Canindé (agosto de 2017–febrero de 2018)[11][12]
- Flávio Araújo (febrero de 2018–septiembre de 2018)[13][14]
- Maurílio Silva (octubre de 2018–febrero de 2019)[15][16]
- Marcinho Guerreiro (febrero de 2019)[17][18]
- Flávio Araújo (abril de 2019–junio de 2019)[19][20]
- Kléber Romero (interino- junio de 2019)[21]
- Luizinho Lopes (junio de 2019–julio de 2019)[22][23]
- Kléber Romero (interino- julio de 2019–agosto de 2019)[23][24]
- Celso Teixeira (agosto de 2019–marzo de 2020)[24][25]
- Moacir Júnior (marzo de 2020–septiembre de 2020)[26][27]
- Márcio Fernandes (septiembre de 2020–diciembre de 2020)[28][29]
- Marcelinho Paraíba (diciembre de 2020–abril de 2022)[30][31]
- William De Mattia (septiembre de 2022–abril de 2024)[32][33]
- Waguinho Dias (abril de 2024–presente)[4]

## Presidentes
- Juarez Lourenço (2017–2018)[34]
- Walter Cavalcanti Júnior (2018)[35][36][37]
- Olavo Rodrigues (2021–2022)[38][39]
- Arthur Bolinha (2022)[39]
- Olavo Rodrigues (2022)[40][2]
- Arthur Bolinha (2022–presente)[2]

## Palmarés

### Torneos estatales
- Campeonato Paraibano (17):

1940, 1941, 1950, 1966, 1975, 1981, 1982, 1983, 1989, 2000, 2001, 2005, 2006, 2010, 2011, 2020, 2023